# Glomibidion tumidum
Glomibidion tumidum is een keversoort uit de familie boktorren (Cerambycidae). De wetenschappelijke naam van de soort is voor het eerst geldig gepubliceerd in 1985 door Napp & Martins.